# Distretto di David
Il distretto di David è un distretto di Panama nella provincia di Chiriquí con 144.858 abitanti al censimento 2010

## Geografia antropica

### Suddivisioni amministrative
Il distretto è suddiviso in dieci comuni (corregimientos):
- Bijagual
- Chiriquí
- Cochea
- David
- Guacá
- Las Lomas
- Pedregal
- San Carlos
- San Pablo Nuevo
- San Pablo Viejo